# میان‌ده (بدخشان)
میان‌ده (به لاتین: Mian Deh) یک منطقهٔ مسکونی در افغانستان است که در ولایت بدخشان واقع شده‌است.